# John MacBryan
John Crawford William McGrath (Box, 22 juli 1892 - Cambridge, 14 juli 1983) was een Brits hockeyer.
Met de Britse ploeg won McGrath de olympische gouden medaille in 1920.

## Resultaten
- 1920  Olympische Zomerspelen in Antwerpen

- Library of Congress Control Number: nb90179843
- Virtual International Authority File: 65959125
- WorldCat: E39PBJg8FvfG3GKGqw7mypRBT3